# Spencer Charters
Spencer Charters (Duncannon, 25 marzo 1875 – Hollywood, 25 gennaio 1943) è stato un attore statunitense.

## Filmografia parziale
- April Folly, regia di Robert Z. Leonard (1920)
- Little Old New York, regia di Sidney Olcott (1923)
- L'ombra di Washington (Janice Meredith), regia di E. Mason Hopper (1924)
- Dancing Mothers, regia di Herbert Brenon (1926)
- Whoopee, regia di Thornton Freeland (1930)
- The Bat Whispers, regia di Roland West (1930)
- The Front Page, regia di Lewis Milestone (1931)
- Il re dei chiromanti (Palmy Days), regia di A. Edward Sutherland (1931)
- L'avventura di Teri (Jewel Robbery), regia di William Dieterle (1932)
- Follie del cinema (Movie Crazy), regia di Clyde Bruckman (1932)
- The Crooked Circle, regia di H. Bruce Humberstone (1932)
- Female, regia di Michael Curtiz (1933)
- Le armi di Eva (Fashions of 1934), regia di William Dieterle (1934)
- Wonder Bar, regia di Lloyd Bacon e Busby Berkeley (1934)
- Usanze d'allora (The Pursuit of Happiness), regia di Alexander Hall (1934)
- Che bel regalo (It's a Gift), regia di Norman Z. McLeod (1934)
- Il ponte (Stranded), regia di Frank Borzage (1935)
- Mariti in pericolo (The Goose and the Gander), regia di Alfred E. Green (1935)
- La regina di Broadway (In Person), regia di William A. Seiter (1935)
- Nel mondo della luna (The Moon's Our Home), regia di William A. Seiter (1936)
- Il dissipatore (Spendthrift), regia di Raoul Walsh (1936)
- La donna del giorno (Libeled Lady), regia di Jack Conway (1936)
- Ritorno all'amore (Girl Loves Boy), regia di W. Duncan Mansfield (1937)
- Scegliete una stella (Pick a Star), regia di Edward Sedgwick (1937)
- Baci sotto zero (Fifty Roads to Town), regia di Norman Taurog (1937)
- Buona notte amore! (Make a Wish), regia di Kurt Neumann (1937)
- Sotto la maschera (Big Town Girl), regia di Alfred L. Werker (1937)
- L'incendio di Chicago (In Old Chicago), regia di Henry King (1938)
- Gioia d'amare (Joy of Living), regia di Tay Garnett (1938)
- Viaggio nell'impossibile (Topper Takes a Trip), regia di Norman Z. McLeod (1938)
- Jess il bandito (Jesse James), regia di Henry King (1939)
- Alba di gloria (Young Mr. Lincoln), regia di John Ford (1939)
- Non puoi impedirmi d'amare (In Name Only), regia di John Cromwell (1939)
- La più grande avventura (Drums Along the Mohawk), regia di John Ford (1939)
- Notre Dame (The Hunchback of Notre Dame), regia di William Dieterle (1939)
- Ricorda quella notte (Remember the Night), regia di Mitchell Leisen (1940)
- La nostra città (Our Town), regia di Sam Wood (1940)
- La valle dei monsoni (Three Faces West), regia di Bernard Vorhaus (1940)
- I pascoli dell'odio (Santa Fe Trail), regia di Michael Curtiz (1940)
- Così finisce la nostra notte (So Ends Our Night), regia di John Cromwell (1941)
- Una pallottola per Roy (High Sierra), regia di Raoul Walsh (1941)
- La via del tabacco (Tobacco Road), regia di John Ford (1941)
- Pacific Blackout, regia di Ralph Murphy (1941)
- The Remarkable Andrew, regia di Stuart Heisler (1942)
- Dottor Broadway (Dr. Broadway), regia di Anthony Mann (1942)
- Juke Girl, regia di Curtis Bernhardt (1942)
- Rivalità (Silver Queen), regia di Lloyd Bacon (1942)